# Na cały głos
Na cały głos – amerykański miniserial (dramat) wyprodukowany przez 3dot Productions, Slow Pony oraz Blumhouse Television, który jest luźną adaptacją książki "The Loudest Voice in the Room" autorstwa Gabriela Shermana.
Serial jest emitowany od 30 czerwca 2019 roku przez Showtime, natomiast w Polsce od 2 sierpnia 2019 roku na HBO
Serial opowiada historię Rogera Ailesa, założyciela Fox News, który był najbardziej wpływowym człowiekiem w amerykańskiej polityce. Fabuła skupia się na ostatnich lat życia Rogera od stworzenia kanału informacyjnego, po doradztwo politykom Partii Republikańskiej i oskarżenia o molestowanie seksualne. 

## Obsada

### Główna
- Russell Crowe jako Roger Ailes[3]
- Seth MacFarlane jako Brian Lewis[4]
- Sienna Miller jako Beth Tilson Ailes[4]
- Simon McBurney jako Rupert Murdoch[4]
- Annabelle Wallis jako Laurie Luhn[4]
- Aleksa Palladino jako Judy Laterza[5]
- Naomi Watts jako Gretchen Carlson[6]

### Drugoplanowe
- Josh Stamberg jako Bill Shine
- Mackenzie Astin jako John Moody
- Barry Watson jako Lachlan Murdoch[7]
- Guy Boyd jako Chet Collier
- Josh Charles jako Casey Close[8]
- Emory Cohen jako Joe Lindsley
- Patch Darragh jako Sean Hannity
- Lucy Owen jako Suzanne Scott
- David Whalen jako Steve Doocy
- John Finn jako Jack Welch

## Odcinki
| # | Tytuł | Reżyseria      | Scenariusz                      | Premiera w Showtime | Premiera w HBO   |
| - | ----- | -------------- | ------------------------------- | ------------------- | ---------------- |
| 1 | 1995  | Kari Skogland  | Tom McCarthy, Gabriel Sherman   | 30 czerwca 2019     | 2 sierpnia 2019  |
| 2 | 2001  | Kari Skogland  | Alex Metcalf                    | 7 lipca 2019        | 9 sierpnia 2019  |
| 3 | 2008  | Jeremy Podeswa | Gabriel Sherman, Jennifer Stahl | 14 lipca 2019       | 16 sierpnia 2019 |
| 4 | 2009  | Jeremy Podeswa | John Harrington Bland           | 21 lipca 2019       | 23 sierpnia 2019 |
| 5 | 2012  | Kari Skogland  | Alex Metcalf                    | 28 lipca 2019       | 30 sierpnia 2019 |
| 6 | 2015  | Stephen Frears | Laura Eason                     | 4 sierpnia 2019     | 6 września 2019  |
| 7 | 2016  | Scott Z. Burns | Gabriel Sherman, Jennifer Stahl | 11 sierpnia 2019    | 13 września 2019 |

## Produkcja
25 czerwca 2018 roku stacja Showtime ogłosiła zamówienie limitowanego serialu o założycielu Fox News, Rogerze Ailesie, w którym główną rolę otrzymał Russell Crowe.
W październiku 2018 roku poinformowano, że Naomi Watts, Seth MacFarlane, Sienna Miller, Simon McBurney, Annabelle Wallis oraz Aleksa Palladino dołączyli do obsady.
Na początku lutego 2019 roku ogłoszono, że Barry Watson otrzymał rolę jako Lachlan Murdoch.
W kolejnym miesiącu Josh Charles dołączył do dramatu.